# Puntioplites waandersi
Puntioplites waandersi är en fiskart som först beskrevs av Bleeker, 1858-59.  Puntioplites waandersi ingår i släktet Puntioplites och familjen karpfiskar. IUCN kategoriserar arten globalt som livskraftig. Inga underarter finns listade i Catalogue of Life.